# Сандья
Сандья Куйвалайнен (фін. Sandhja Kuivalainen; 16 березня 1991), найбільш відома під своїм сценічним ім'ям Сандья (фін. Sandhja) — фінська співачка. 2016 року в Стокгольмі представляла Фінляндію на «Євробаченні-2016» із піснею «Sing It Away».